# Flaga Wspólnoty Niepodległych Państw

Flaga Wspólnoty Niepodległych Państw

Przyjęta 19 stycznia 1996 roku. Błękit jest symbolem pokoju. Emblemat przedstawia dążenie do partnerstwa, jedności i stabilizacji. Liczba linii nie odpowiada liczbie państw członkowskich.